# カーマイン・コッポラ

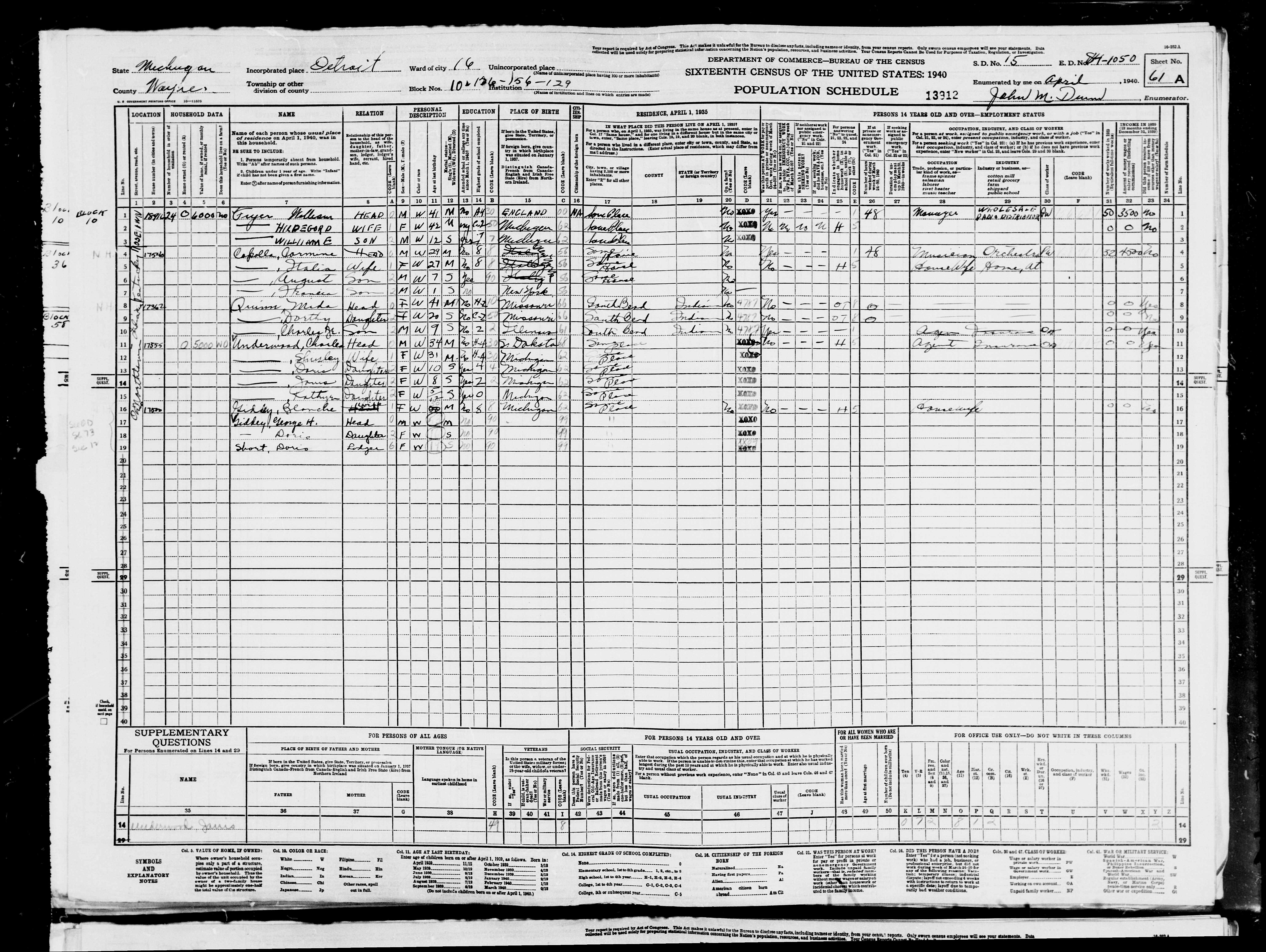
カーマイン・コッポラ、ミシガン州デトロイト在住（1940年アメリカ合衆国国勢調査票より）

カーマイン・ヴァレンティノ・コッポラ（Carmine Valentino Coppola, 1910年6月11日 - 1991年4月26日）は、アメリカ合衆国の作曲家で音楽家。
フルートやピアノを演奏し、作曲家として映画音楽に業績を残した。息子である映画監督のフランシス・フォード・コッポラの作品の音楽を多く手がけている。職業人としてアカデミー作曲賞劇映画作曲賞ならびにゴールデングローブ賞最優秀オリジナル作品賞の両賞の受賞者でもある。グラミー賞ビジュアルメディア最優秀サウンドトラック賞にノミネートされた。
女優のタリア・シャイアの父。孫にソフィア・コッポラとロマン・コッポラ、ニコラス・ケイジ（本名: ニコラス・キム・コッポラ）のほか、ジェイソン・シュワルツマン、ロバート・シュワルツマンと故ジャン＝カルロ・コッポラがある。

## 生涯
1910年にアゴスティノ・コッポラとマリア（旧姓ザサ）夫妻の間にニューヨークで生まれる。両親はともにイタリア共和国バジリカータ州マテーラ県ベルナルダからアメリカ合衆国に移民した。兄にオペラの指揮者で作曲家のアントン・コッポラがある。
1940年代にジュリアード音楽院とマンハッタン音楽学校で学び、1951年からNBC交響楽団でフルートの奏者として活動していた。
1974年、息子のフランシス・フォード・コッポラ監督の映画『ゴッドファーザー PART II』で作曲を担当し、アカデミー作曲賞を受賞。息子もアカデミー作品賞、アカデミー監督賞、アカデミー脚色賞を受賞し、アカデミー賞史上唯一、同じ作品で親子同時受賞となった。
1983年のフランシス・Ｆ・コッポラの『アウトサイダー』は青春映画ブームを起こすヒットとなり、カーマイン作曲、スティーヴィー・ワンダー作詞・歌唱の名曲『ステイ・ゴールド』は大きな影響を与えた。
1990年の映画『ゴッドファーザー PART III』で作曲担当、劇中には登場しないが、カーマイン・コッポラ作曲、ジョン・ベティス作詞、ハリー・コニック・ジュニア歌唱の楽曲『Promise Me You'll Remember』が製作され、エンドクレジットで流された（サウンドトラック・アルバムに収録）。第63回アカデミー歌曲賞にノミネートされた。
1991年4月26日、死去。享年80だった。妻のイタリアはロサンゼルスで2004年に没し、夫妻の墓所はサン・フェルナンド・ミッション墓地にある。

## 主な作品
- ゴッドファーザー The Godfather (1972)
- ゴッドファーザー パートII The Godfather Part II (1974)
- ワイルド・ブラック/少年の黒い馬 The Black Stallion (1979)
- 地獄の黙示録 Apocalypse Now (1979) フランシス・フォード・コッポラと共同
- アウトサイダー The Outsider (1983)
- 友よ、風に抱かれて Gardens of Stone (1987)
- ニューヨーク・ストーリー New York Stories (1989)
- ゴッドファーザー PART III The Godfather Part iii (1990年)